# Leptobarbus hosii
Leptobarbus hosii är en fiskart som först beskrevs av Regan, 1906.  Leptobarbus hosii ingår i släktet Leptobarbus och familjen karpfiskar. IUCN kategoriserar arten globalt som otillräckligt studerad. Inga underarter finns listade i Catalogue of Life.